# 錫瓦什 (五一鎮)
錫瓦什（羅馬化：Syvash）是烏克蘭東部的舊村，曾經由哈爾科夫州的五一鎮區負責管轄。該村距離奧列克西伊夫卡1公里，面積0.98平方公里，2001年人口493。